# Mohini Bhardwaj
Mohini Bhardwaj, मोहिनी भारद्वाज, (Filadélfia, 29 de setembro de 1978) é uma ex-ginasta norte-americana que competiu em provas de ginástica artística.
Mohini fez parte da equipe norte-americana que disputou os Jogos Olímpicos de Atenas, em 2004, na Grécia.

## Carreira
Nascida na Filadélfia, Bhardwaj é filha de pai indiano e mãe russa. Iniciou no desporto aos cinco anos, treinando no Queen City Gymnastics, em Cincinnati. Após, mudou-se para Houston, passando a treinar no Brown's Gymnastics. Em 1992, aos quatorze anos, disputou seu primeiro evento nacional de grande porte. Em 1995, competiu no Campeonato da Aliança do Pacífico, encerrando com a medalha de ouro no concurso geral. Dois anos depois, no Campeonato Nacional Americano, foi medalhista de bronze na prova geral. No compromisso seguinte, participou do Mundial de Lausanne. Nele, fora sexta colocada na prova coletiva, e quinta no salto.
Matriculada na Universidade da Califórnia, disputou em 2000, o NCAA Championships, no qual foi campeã na prova por equipes e nas barras assimétricas, e vice-campeã no geral e na trave. Na edição seguinte, fora medalhista de ouro por equipes e no solo, e medalhista de bronze no individual geral. Em outubro, no Campeonato Mundial de Gante, foi medalhista de bronze na prova coletiva, superada pela equipe romena e russa, ouro e prata, respectivamente. Individualmente, fora fora 18ª colocada no evento geral, e sétima no salto sobre a mesa, em prova vencida pela russa Svetlana Khorkina. Em 2004, disputou o Pré-Olímpico, do qual saiu com a sexta colocação no geral. Em agosto, nos Jogos Olímpicos de Atenas, Mohini ao lado de Carly Patterson, Courtney Kupets, Courtney McCool, Annia Hatch e Terin Humphrey, conquistou a medalha de prata por equipes, superada pela equipe romena. No solo, somou 9,312 pontos, e encerrou na sexta colocação; a romena Catalina Ponor, conquistou a medalha de ouro no aparato.
Após a realização do evento, Mohini anunciou sua oficialmente aposentadoria do desporto. Em seguida, fez uma turnê pelo país, ao lado de outras colegas de equipe olímpicas.. Em 2006, casou-se com o militar Jeff Barry. É treinadora no Cascade All Star Gymnastics, em Bend.

## Principais resultados
| Ano  | Evento                                    | AA                | Equipe            | Salto sobre o cavalo | Trave            | Barras assimétricas | Solo            |
| ---- | ----------------------------------------- | ----------------- | ----------------- | -------------------- | ---------------- | ------------------- | --------------- |
| 1992 | Jr. Buckeye Classic                       | 16º               |                   |                      |                  |                     |                 |
| 1993 | Campeonato Nacional Americano             | 10º               |                   |                      |                  |                     |                 |
| 1995 | Campeonato da Aliança do Pacífico         | Medalha de ouro   |                   |                      |                  |                     |                 |
| 1995 | Festival Olímpico                         | 5º                |                   | Medalha de prata     |                  | Medalha de prata    |                 |
| 1997 | Campeonato Mundial de Ginástica Artística |                   | 6º                | 5º                   |                  |                     |                 |
| 2000 | NCAA Championships                        | Medalha de prata  | Medalha de ouro   | 5º                   | Medalha de prata | Medalha de ouro     |                 |
| 2001 | NCAA Championships                        | Medalha de bronze | Medalha de ouro   |                      |                  | 5º                  | Medalha de ouro |
| 2001 | Campeonato Mundial de Ginástica Artística | 18º               | Medalha de bronze | 7º                   |                  |                     |                 |
| 2004 | Pré-Olímpico                              | 6º                |                   |                      |                  |                     |                 |
| 2004 | Jogos Olímpicos                           |                   | Medalha de prata  |                      |                  |                     | 6º              |